# Piptolepis
 Piptolepis  Sch. Bip., 1863 è un genere di piante angiosperme dicotiledoni della famiglia delle Asteraceae.

## Etimologia
Il nome scientifico del genere è stato definito per la prima volta dal botanico Carl Heinrich Schultz (1805-1867) nella pubblicazione " Jahresbericht der Pollichia, eines Naturwissenschaftlichen Vereins der bayerischen Pfalz" ( Jahresber. Pollichia 20-21: 380) del 1863.

## Descrizione
Le specie di questa voce sono delle piante con cicli biologici perenni con habitus di tipo ericoide-arbustivo (sono presenti sia habitus subarbustivi che piccolo-arborei). I fusti sono ben ramificati. L'indumento è pubescente (da tomentoso a vellutato) per peli gonfi del tipo stellato a 3 - 5 braccia (l'indumento appare anche granuloso). Gli organi interni di queste piante contengono lattoni sesquiterpenici.
Le foglie lungo il caule sono disposte in modo alterno e sessile con guaine semi-amplessicauli; possono essere disposte anche a spirale in piccoli gruppi. La forma è intera e per lo più largamente lanceolata con apici arrotondati. I margini generalmente sono interi (sia piatti che revoluti) e la consistenza è coriacea (non in tutte le specie le foglie si presentano di tipo ericoide). Le venature sono pennate o disposte in modo sublongitudinale.
Le infiorescenze, terminali, sono formate da capolini singoli sia sessili che peduncolati. Raramente sono presenti capolini sincefali (di secondo ordine). Le infiorescenze possono essere avvolte in brattee fogliacee. I capolini (sessili o peduncolati più raramente) sono composti da un involucro cilindrico o campanulato formato da 8 - 25 brattee debolmente embricate su 3 - 6 serie che fanno da protezione al ricettacolo sul quale s'inseriscono i fiori tubulosi. Le brattee sono decidue e pubescenti. Il ricettacolo normalmente è areolato, raramente è nudo (senza pagliette) o fimbriato.
I fiori, da 8 a 29 per capolino, sono tetra-ciclici (ossia sono presenti 4 verticilli: calice – corolla – androceo – gineceo) e pentameri (ogni verticillo ha in genere 5 elementi). I fiori sono inoltre ermafroditi e actinomorfi (raramente possono essere zigomorfi).
- Formula fiorale:

*/x K {\displaystyle \infty }, [C (5), A (5)], G 2 (infero), achenio
- Calice: i sepali del calice sono ridotti ad una coroncina di squame.
- Corolla: le corolle sono formate da un lungo tubo terminante in 5 lobi; il colore è viola; la superficie può essere sia pubescente che glabra.
- Androceo: gli stami sono 5 con filamenti liberi e distinti, mentre le antere sono saldate in un manicotto (o tubo) circondante lo stilo.[11] Le antere, sagittate e sprovviste di ghiandole, hanno delle code corte e lobate; le appendici apicali in genere sono glabre e indurite. Il polline è tricolporato (con tre aperture sia di tipo a fessura che tipo isodiametrica o poro), echinato (con punte) e non "lophato".[12]
- Gineceo: lo stilo è filiforme e privo di nodi. Gli stigmi dello stilo sono due divergenti con la superficie stigmatica posizionata internamente (vicino alla base). La pubescenza è del tipo a spazzola con corti peli appuntiti.[13] L'ovario è infero uniloculare formato da 2 carpelli.

I frutti sono degli acheni con pappo. Gli acheni, a forma cilindrica (raramente prismatica o a spirale), hanno 10 - 12 profonde coste con la superficie sericea e ghiandole puntate. All'interno si può trovare del tessuto di tipo idioblasto e rafidi di tipo subquadrato; raramente è presente il tessuto tipo fitomelanina. Il carpopodium (carpoforo) è poco appariscente. Il pappo, biseriato, è formato da setole appiattite con ampia base (talvolta le setole sono corte specialmente nella serie più esterna).

## Biologia
- Impollinazione: l'impollinazione avviene tramite insetti (impollinazione entomogama tramite farfalle diurne e notturne).
- Riproduzione: la fecondazione avviene fondamentalmente tramite l'impollinazione dei fiori (vedi sopra).
- Dispersione: i semi (gli acheni) cadendo a terra sono successivamente dispersi soprattutto da insetti tipo formiche (disseminazione mirmecoria). In questo tipo di piante avviene anche un altro tipo di dispersione: zoocoria. Infatti gli uncini delle brattee dell'involucro si agganciano ai peli degli animali di passaggio disperdendo così anche su lunghe distanze i semi della pianta.

## Distribuzione e habitat
La distribuzione delle piante di questa voce è relativa al Brasile.

## Tassonomia
La famiglia di appartenenza di questa voce (Asteraceae o Compositae, nomen conservandum) probabilmente originaria del Sud America, è la più numerosa del mondo vegetale, comprende oltre 23.000 specie distribuite su 1.535 generi, oppure 22.750 specie e 1.530 generi secondo altre fonti (una delle checklist più aggiornata elenca fino a 1.679 generi). La famiglia attualmente (2021) è divisa in 16 sottofamiglie.

### Filogenesi
Le specie di questo gruppo appartengono alla sottotribù Lychnophorinae descritta all'interno della tribù Vernonieae Cass. della sottofamiglia Vernonioideae Lindl.. Questa classificazione è stata ottenuta ultimamente con le analisi del DNA delle varie specie del gruppo. Da un punto di vista filogenetico in base alle ultime analisi sul DNA la tribù Vernonieae è risultata divisa in due grandi cladi: Muovo Mondo e Vecchio Mondo. I generi di Lychnophorinae appartengono al clade relativo all'America.
La sottotribù, e quindi i suoi generi, si distingue per i seguenti caratteri:
- le infiorescenze raramente sono spicate (a forma di spiga);
- i capolini in genere sono grandi;
- le corolle sono prive di ghiandole stipitate;
- il polline non è "lophato";
- negli acheni sono sempre presenti i rafidi di tipo subquadrato.

In precedenza la tribù Vernonieae, e quindi la sottotribù (Lychnophorinae) di questo genere, era descritta all'interno della sottofamiglia Cichorioideae. Nell'ambito della tribù, la sottotribù Lychnophorinae occupa, da un punto di vista filogenetico, una posizione vicina al "core" (si è evoluta tardivamente rispetto alle altre sottotribù) ed è vicina alle sottotribù Vernoninae e Chrestinae. Questo genere monofiletico, nella filogenesi della sottotribù occupa il "core" della sottotribù (è uno degli ultimi generi che si è separato) e insieme ai generi Lychnophora Mart. e Eremanthus Less. forma un "gruppo fratello".
I caratteri distintivi per le specie di questo genere ( Piptolepis) sono:
- l'habitus è arbustivo-ericoide;
- le foglie a volte sono raccolte a spirale in densi agglomerati;
- le guaine fogliari sono simili ad un cuscinetto;
- le infiorescenze sono composte da singoli capolini;
- le brattee involucrali sono debolmente imbricate e decidue.

### Elenco delle specie
Questo genere ha 13 specie:
- Piptolepis buxoides Sch.Bip.
- Piptolepis campestris  Semir & Loeuille
- Piptolepis ericoides  Sch.Bip.
- Piptolepis gardneri  Baker
- Piptolepis glaziouana  Beauverd
- Piptolepis imbricata  Sch.Bip.
- Piptolepis leptospermoides  Sch.Bip.
- Piptolepis monticola  Loeuille
- Piptolepis oleaster  (DC.) Sch.Bip.
- Piptolepis pabstii  (G.M.Barroso) Loeuille, Semir & Pirani
- Piptolepis riparia  Loeuille, Semir & Pirani
- Piptolepis rosmarinifolia  Bringel, J.B.Cândido & Loeuille
- Piptolepis schultziana  Loeuille & D.J.N.Hind